# 高城 (新納院)
高城（たかじょう）は、宮崎県児湯郡木城町にあった日本の城（山城）。伊東四十八城の一つ。高城川の戦い（耳川の戦い）の主戦場となった城である。木城町指定文化財（史跡）。

## 概要
高城は日向国内に、この新納院・高城と、三俣院・高城（別称は月山日和城、都城市高城町）、穆佐院・高城（別称は穆佐城、宮崎市高岡町）と3つ存在し、「日向三高城」と呼ばれた。
北の谷瀬戸川（現・切原川）、南の高城川（現・小丸川）に挟まれた岩戸原の標高60メートルほどの台地の縁辺に建てられ、北側、東側、南側は絶壁で、唯一平地に繋がっている西側には7つもの空掘を設けてあり（現認できる空堀は5本である。現認できる一番西側の第5空堀より西側は、北側の谷との比高が確保できないため、存在は疑わしい。「7つ」とは「多い」の意であろうと推察できる）、本丸と二の丸があった（中世の南九州型の城郭の主格部のみを近世初頭の畿内～東海型の城郭に改変しており、本来の二の丸は本丸の丸馬出し状に仕立て直している）。
※なお本稿の、これ以後の文章に於ける高城と書かれた部分は「新納院・高城」を指すものとする。

## 歴史

### 起源
城の起源は詳らかではないが、大宝元年（701年）に土塁としてだが城の役割を果たしていたとの記述が残る。その後、建武2年（1335年）に島津忠宗の4男・時久が、足利尊氏からの恩賞として新納院の地頭職に任命された折りに城郭を築いたとされる。また時久はこの時より新納氏を名乗った。
北朝歴・観応元年（1350年）、時久が京に上がっている隙を突いて、畠山直顕が足利直義側について高城を攻撃しその数カ月後に落城する。その後、延文2年（1357年）12月に一色範親の命で土持氏が新納院の地頭職を賜ると、この高城も土持氏の城となる。長禄元年（1457年）7月、土持景綱が伊東祐堯に敗退すると、土持氏の所有していた財部城を始め10の城が伊東氏のものとなり、高城も伊東氏の城に帰して野村蔵人が城主に任命された。
伊東氏は、元亀3年（1572年）に島津氏と戦った木崎原の戦いを契機に一時衰退し、伊東義祐らが日向国から豊後に一時的に退去すると日向国内の城は次々に島津方に帰した。高城も島津の城となり、天正6年（1578年）2月14日、島津義久の命により山田有信が城主および地頭職に任命された。

### 第一次高城合戦
天正6年（1578年）、豊後の大友宗麟は伊東氏の旧領回復と自らのキリスト教国建設のために日向への侵攻を開始する。大友軍は島津に寝返った土持氏を滅ぼし、耳川を渡河して10月11日に高城近くの国光原台地に着陣（松山之陳、川原之陳他）する。当初、高城の城兵は500名ほどであったが、耳川から退いてきた島津家久勢が城に入り1500名余の人数に達していた。同月20日、大友軍は高城への攻撃を開始する。
- 卯の刻（AM7:00頃）、高城城下に迫った大友軍は麓の民家100余に火を放って焼失させ、城に向けて矢玉を放つ。
- 午の刻（PM0:00頃）、新手を投入し攻めかかるが鉄砲による抵抗にあい一時退く。
- 酉の刻（PM6:00頃）、最初の城門を抜き次の門の城戸まで迫るも、ここでも鉄砲による攻撃を受け、一時退却した。

この戦いで高城の水の手は断たれたが、城の古い垣根から水が湧き出て窮地を凌いだとされる。また、これ以後の大友軍は作戦を包囲戦に切り替えたため、矢玉による応戦のみとなった。11月12日、高城川の川岸に着陣していた大友軍と島津軍の合戦が始まり、大友軍は谷瀬戸川および高城川を渡河した所を島津義久、島津義弘、島津以久らの攻撃を受け、態勢を整えるために本陣に撤退する際に高城の城兵が攻撃し、大友軍は敗北を喫した（高城川の戦い）。
※現在の木城町下鶴には討ち取られた島津方の北郷久盛の墓があるが、久盛の軍勢が敗走を装ったという確証はない。実際には戦況が拮抗しているところへ老瀬坂上の陣地から島津以久の軍勢が横から攻撃した。それを受けて大友軍が態勢を整えるために豊後方面へ撤退する際に、一部部隊が竹鳩ケ淵で溺死者を出している。そもそも薩藩旧記雑録には詳細な戦況の記載が全くないため、信憑性・正確性がなく、注意が必要である。(通常、上級武士の日記や右筆の記録で複数のものに同一記述があれば良好な史料として取り扱うことに注意。)

### 第二次高城合戦
天正15年（1587年）、大友宗麟の要請を受諾した豊臣秀吉が九州征伐に乗り出す。4月6日に耳川を渡河した豊臣秀長軍およそ8万は高城を包囲すると望楼を建て（高城と切原川を挟んで対峙する松山之陳の郭には、土塁上に物見台が設置できる程度の平坦地の造作は確認できる）、1300名ほどの高城へと鉄砲や火矢を放った。それには持ち堪えたものの、島津軍本体が根白坂で完敗し（根白坂の戦い）放逐されたため、山田有信も息子の有栄を人質に出して、4月29日に城を退去し敗北した。5月1日に秀長軍の宮部継潤が城に入った。その後、秀吉の行った国割りにより高城は秋月種実の所有に帰すが、元和元年（1615年）の一国一城令により廃城となった。